# محمد أفضل
محمد أفضل (بالإنجليزية: Muhammad Afzal)‏ هو منافس ألعاب قوى باكستاني، ولد في 1 سبتمبر 1967.

## وصلات خارجية
- محمد أفضل على موقع الاتحاد الدولي لألعاب القوى (الإنجليزية)
- محمد أفضل على موقع أوليمبيديا (الإنجليزية)